# ویلیام اندره
ویلیام اندره (انگلیسی: William Andre; ۲۳ اوت ۱۹۳۱ – ۱۷ اکتبر ۲۰۱۹) ورزشکار پنج‌گانه مدرن اهل ایالات متحده آمریکا بود.
وی در مسابقات کشوری و بین‌المللی در مجموع برندهٔ ۱ مدال نقره شده‌است.